# Přemysl Pitter
Přemysl Pitter (* 21. Juni 1895 in Prag; † 15. Februar 1976 in Affoltern am Albis) war ein tschechischer Pädagoge, evangelischer Prediger und Humanist.

## Leben
Pitter war Kriegsfreiwilliger der österreichisch-ungarischen Armee im Ersten Weltkrieg. Unter dem Eindruck der Kriegserlebnisse wurde er zum Pazifisten und begann nach dem Ende des Krieges in Prag Evangelische Theologie zu studieren.
In den 1920er Jahren war er politisch aktiv in der internationalen Bewegung der Kriegsdienstverweigerer, die u. a. für das Recht der Kriegsdienstverweigerung aus Gewissensgründen eintraten. Pitter war darüber hinaus an der Idee der Gewaltfreiheit orientiert. 1925 war er aktiver Teilnehmer an der internationalen Konferenz der War Resisters’ International (WRI) und wurde für die Jahre 1925–1927 in den internationalen Rat der WRI gewählt. Im Jahr 1926 hatte P. Pitter Olga Fierz, Lehrerin aus der Schweiz, auf einer Konferenz des Internationalen Versöhnungsbundes kennengelernt und seither stand sie ihm für den Rest ihres Lebens als seine Mitarbeiterin zur Seite.
Zwischen Jahre 1924 und 1941 war er Herausgeber und Redakteur der Zeitschrift Sbratření (Verbrüderung), einer Zeitschrift zur Erneuerung von Geist und Gesellschaft.
Als Bevollmächtigter für die Kinderfürsorge im Prager Stadtteil Žižkov lernte Pitter das Leben verarmter Familien und die schweren Lebensbedingungen von sozial gefährdeten Kindern kennen. Für diese organisierte er mit seinen Freunden verschiedenste Kinderzirkel. Mit dem Bau einer eigenen Kindertagesstätte konnte den Kindern nachmittags nach der Schule eine vielseitige Betreuung geboten werden. Der Bau des Milíč-Hauses in Žižkov wurde aus Spenden von Freunden und aus freiwilligen Sammlungen finanziert. Das Milíč-Haus öffnete am 24. Dezember 1933. Die Kinder konnten hier ihre Zeit mit verschiedensten Aktivitäten verbringen (Gesang, künstlerische und manuelle Arbeiten, Tanzgymnastik, Tisch- und Bewegungsspiele, Theaterspiel, Deutsch- und Kochkurse). 1938 wurde auch Erholungsheim in Mýto bei Rokycany eröffnet.
Während der Zerschlagung der Tschechoslowakei und im Protektorat Böhmen und Mähren wurden verfolgte jüdische Familien heimlich unterstützt. Deshalb wurde Pitter von der Gestapo beobachtet.
Unmittelbar nach Ende des Zweiten Weltkrieges begann Pitter, für aus den Konzentrationslagern befreite, elternlose jüdische Kinder Erholungsheime aufzubauen. Dazu stellte ihm der Tschechoslowakische Staat im Mai 1945 insgesamt vier Schlösser in den südöstlich von Prag gelegenen Dörfern Kamenice u Prahy, Olešovice, Štiřín und Lojovice zur Verfügung, daher auch die häufig verwendete Bezeichnung „Akce Zámky“ („Aktion Schlösser“, 1945–1947). Die Kinder erhielten hier hochwertige Nahrung und medizinische Betreuung. P. Pitter verurteilte die Willkürakte an der deutschen Bevölkerung und kritisierte die schlechte Behandlung der Deutschen in den Internierungslagern. Außer jüdischen Kindern, unter anderem aus dem KZ Theresienstadt, nahm Pitter jedoch ebenso deutsche Kinder in seine Erholungsheime auf und rettete ungefähr 400 deutsche Kinder vor dem Tod in tschechoslowakischen Internierungslagern. Die Suche nach vermissten Kindern oder deren Eltern wurde in Zusammenarbeit mit den deutschen Behörden noch bis zum Jahre 1950 fortgesetzt. Ein konkretes umfangreiches Beispiel für die Hilfe an jüdischen Kindern aus dem KZ Theresienstadt findet sich in dem Interviewband des Psychiaters Manfred Lütz mit dem israelischen Künstler Jehuda Bacon „Solange wir leben, müssen wir uns entscheiden“ - Leben nach Auschwitz (Gütersloher Verlagshaus, 2016).
Nach dem kommunistischen Februarumsturz 1948 geriet Pitter immer mehr unter Druck. Er musste, wie er selbst immer wieder betonte, 1951 wegen „Verfolgung durch die Kommunisten“ nach Westdeutschland flüchten und fand zunächst im so genannten Valka-Lager in Nürnberg ein neues Betätigungsfeld (1952–1962). In Westdeutschland trat er auch mit den vertriebenen Sudetendeutschen in Verbindung. In der Evangelischen Akademie Tutzing gab er im Frühjahr 1958 zusammen mit Vertretern der Evangelischen Sudetendeutschen eine Erklärung zur Aussöhnung der deutschen und tschechischen evangelischen Christen ab.
1964 wurde Pitter von der israelischen Regierung mit einer Medaille für seine Rettungsaktion ausgezeichnet. Zugleich wurde zu seinem Gedenken in Jerusalem an der Allee der Gerechten ein Baum gepflanzt.
1973 erhielt er vom deutschen Bundespräsidenten Gustav Heinemann das Bundesverdienstkreuz I. Klasse.
1991 verlieh Präsident Václav Havel Přemysl Pitter postum den T.-G.-Masaryk-Orden III. Klasse.

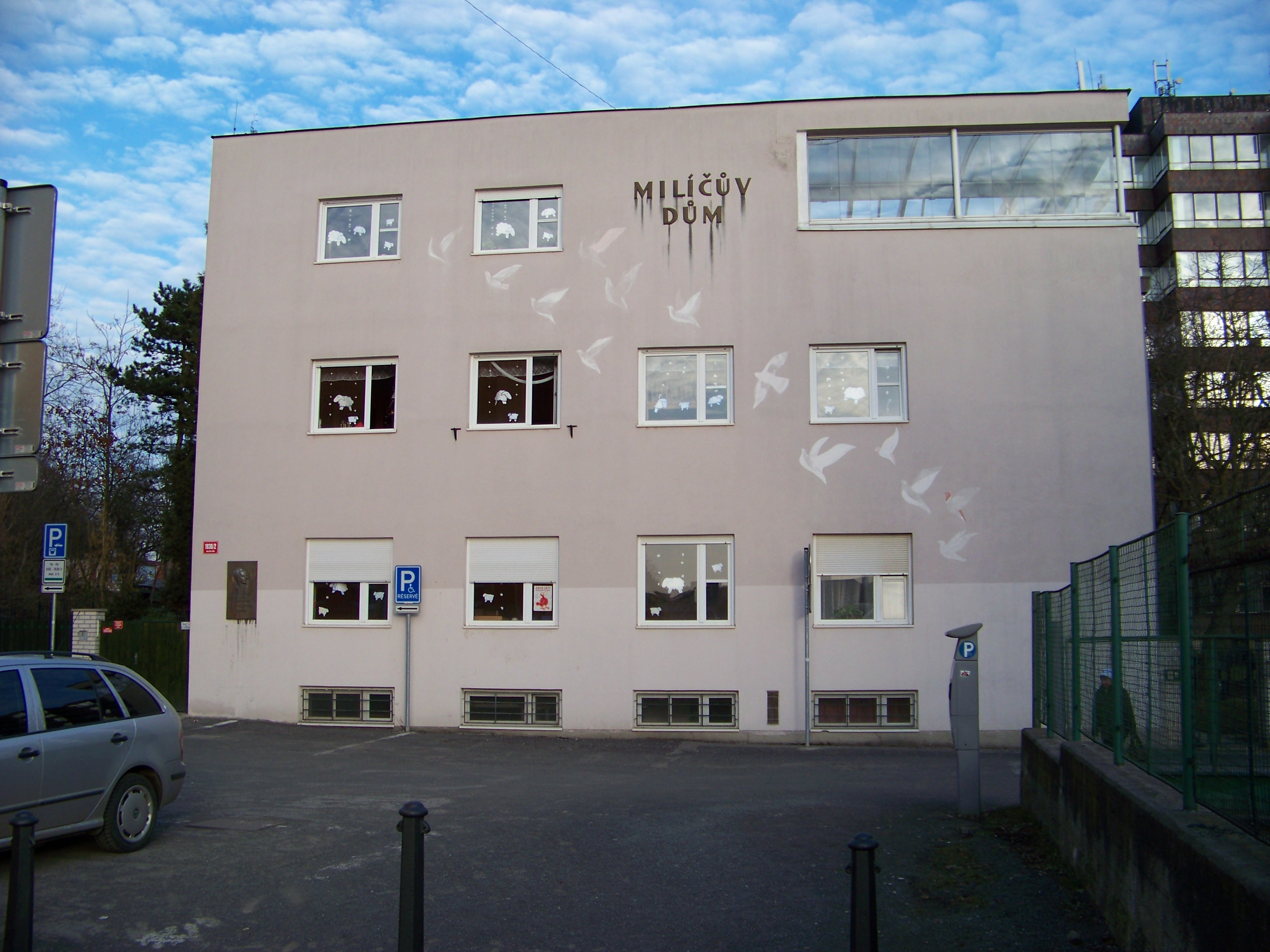
Kinderheim Milíčův dům (Militsch-Haus) in Prag-Žižkov
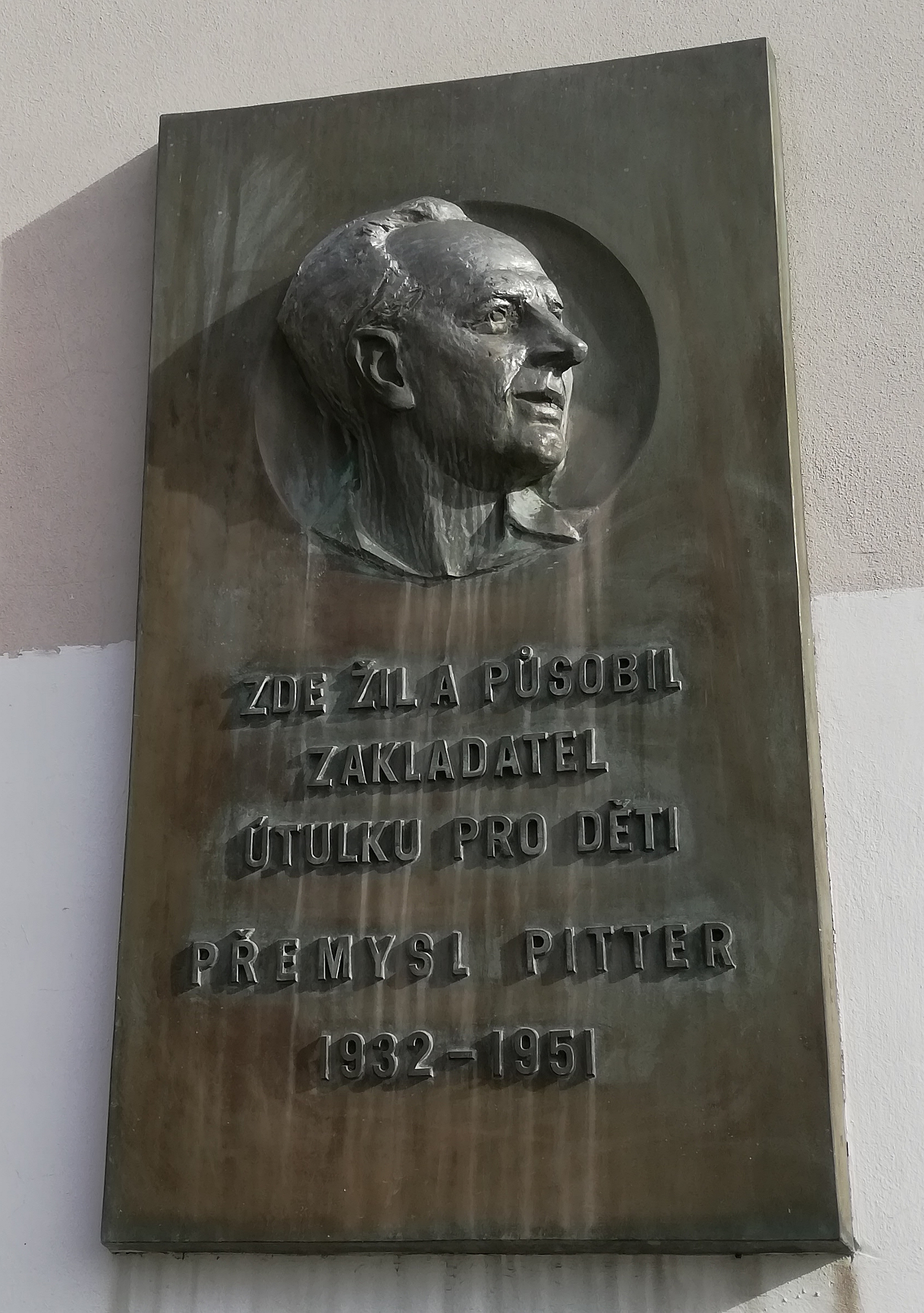
Gedenktafel am Militsch-Haus
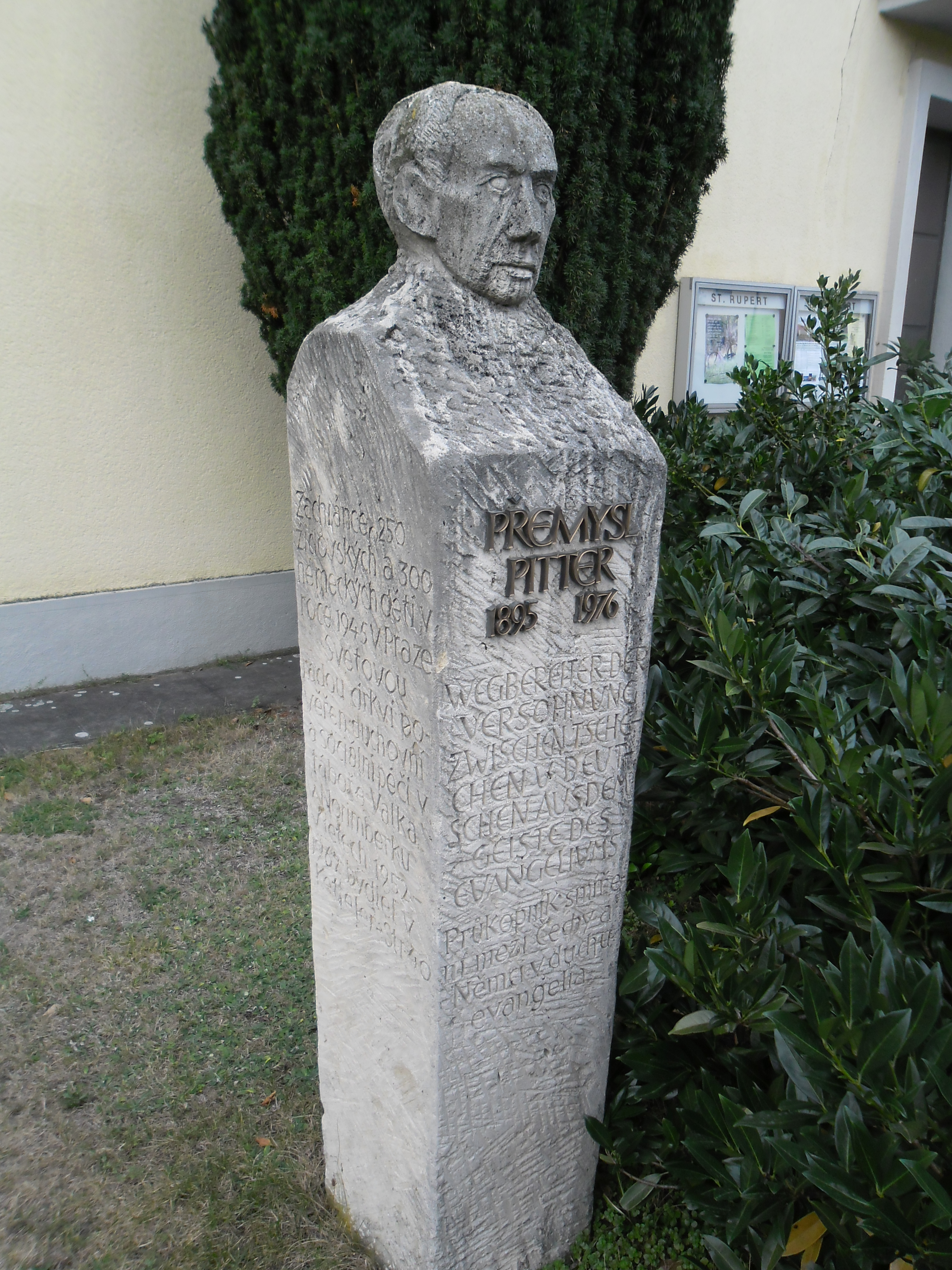
Büste vor der Südwand der St.-Rupert-Kirche in Nürnberg (Kettelersiedlung)